# 国際連合安全保障理事会決議38
国際連合安全保障理事会決議38（こくさいれんごうあんぜんほしょうりじかいけつぎ38、英: United Nations Security Council Resolution 38, UNSCR38）は、1948年1月17日に国際連合安全保障理事会で採択された決議。初となるインド・パキスタンのカシミール情勢に関してのものである。

## 内容
インドとパキスタンの政府からの声明を受けて緊急の事態と、認めたうえで同組織に対し、その権限の範囲内においてカシミールの状況を悪化させることをいかなる形でも控え、それを改善するために自由に使える手段を展開するよう求めた（第1条）。さらに両政府には、理事会の検討下にある間、状況の重大な変化について直ちに理事会に通知・協議するよう要請している（第2条）。
決議は、ウクライナ・ソビエト社会主義共和国とソビエト連邦が棄権したが、賛成9票が投じられ承認された。